# Isidore Pils
Isidore Alexandre Augustin Pils (Parigi, 19 luglio 1813 – Douarnenez, 3 dicembre 1875) è stato un pittore francese.

## Biografia

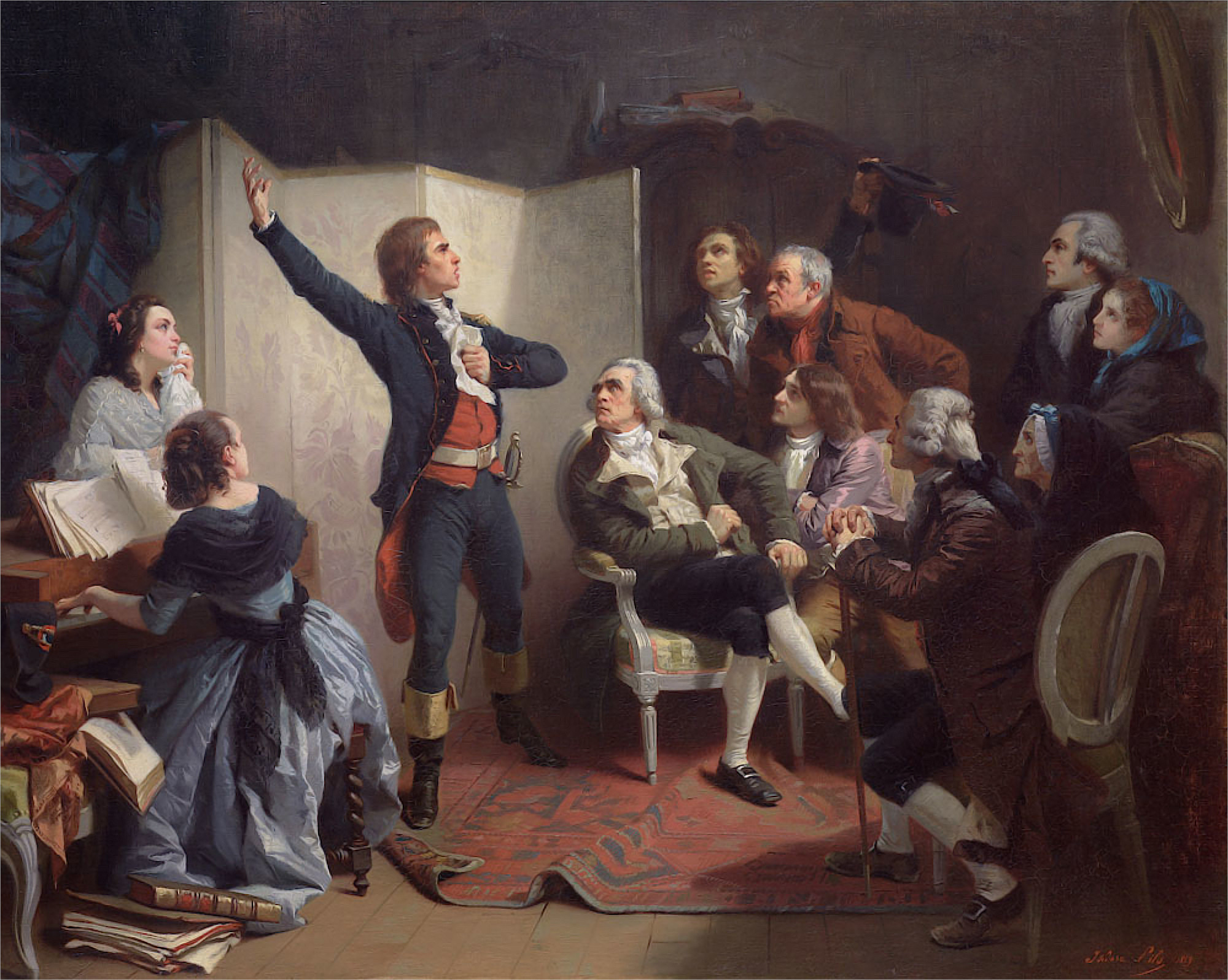
Rouget de Lisle che canta la Marsigliese 1849

Figlio di un soldato del generale Oudinot e pittore, François Pils, figlio del ricco proprietario terriero Georges Pils e di Madeleine Senfrydin, e di Suzanne Soudais, Isidore mostrò fin da piccolo un talento precoce. All'età di dodici anni, andò a studiare con Guillaume Guillon Lethière per quattro anni. In seguito studiò anche con François-Édouard Picot.
Nel 1840 venne ammesso alla École des Beaux-Arts ed è stato in competizione per il Prix de Rome, che ha vinto nel 1841 per un dipinto a soggetto sacro: "San Pietro che risana uno storpio alla porta del Tempio".
Anche se in cattive condizioni di salute a causa della tubercolosi, poté trascorrere i canonici tre anni all'Académie française a Roma, presso Villa Medici, che allora aveva Jean-Auguste-Dominique Ingres come direttore. Mentre era in Italia visitò Napoli, Venezia e Firenze.

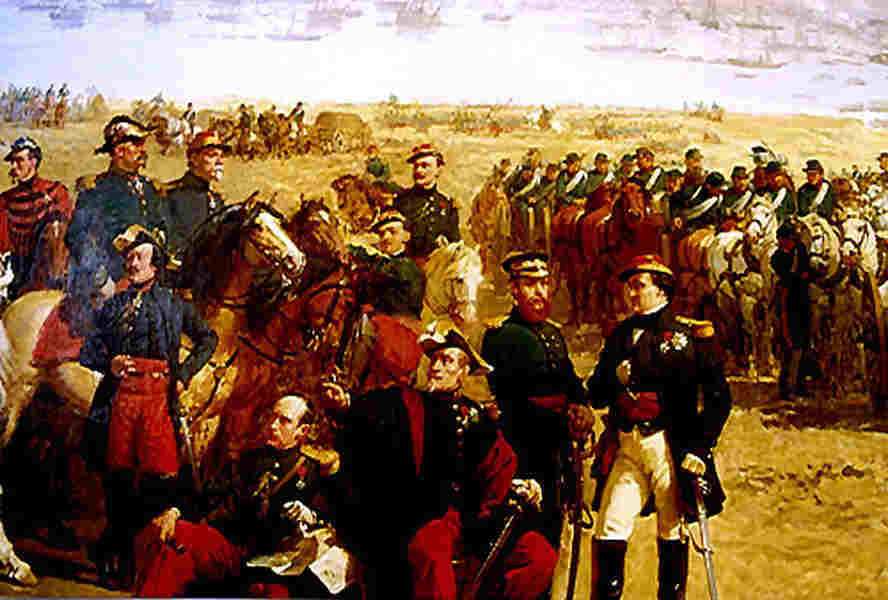
Truppe alleate in Crimea, 1855

Seguendo le truppe francesi nella Guerra di Crimea (1854 - 1855) i suoi lavori volsero soprattutto verso temi militari e patriottici; anche in seguito immortalò molte scene dell'assedio di Parigi durante la guerra franco-prussiana del 1870.
La sua opera più famosa è Rouget de L'Isle che canta La Marsigliese, del 1849, che si trova ora al Museo di storia di Strasburgo.
Nominato professore di pittura presso l'Ecole des Beaux-Arts nel 1863, Pils la lasciò lo stesso anno per trascorrere due anni in Algeria, un periodo che fu artisticamente molto fecondo a dispetto della malattia. Nel 1867 entra a far parte dell'Académie des beaux-arts.
Tra i suoi allievi vi furono Adrien Moreau, Gabriel Ferrier, Paul Adolphe Rajon, Ernest Ange Duez, Julien Dupré, Luc-Olivier Merson, Jean-Denis-Antoine Caucannier, Édouard Joseph Dantan, e László Mednyánszky.

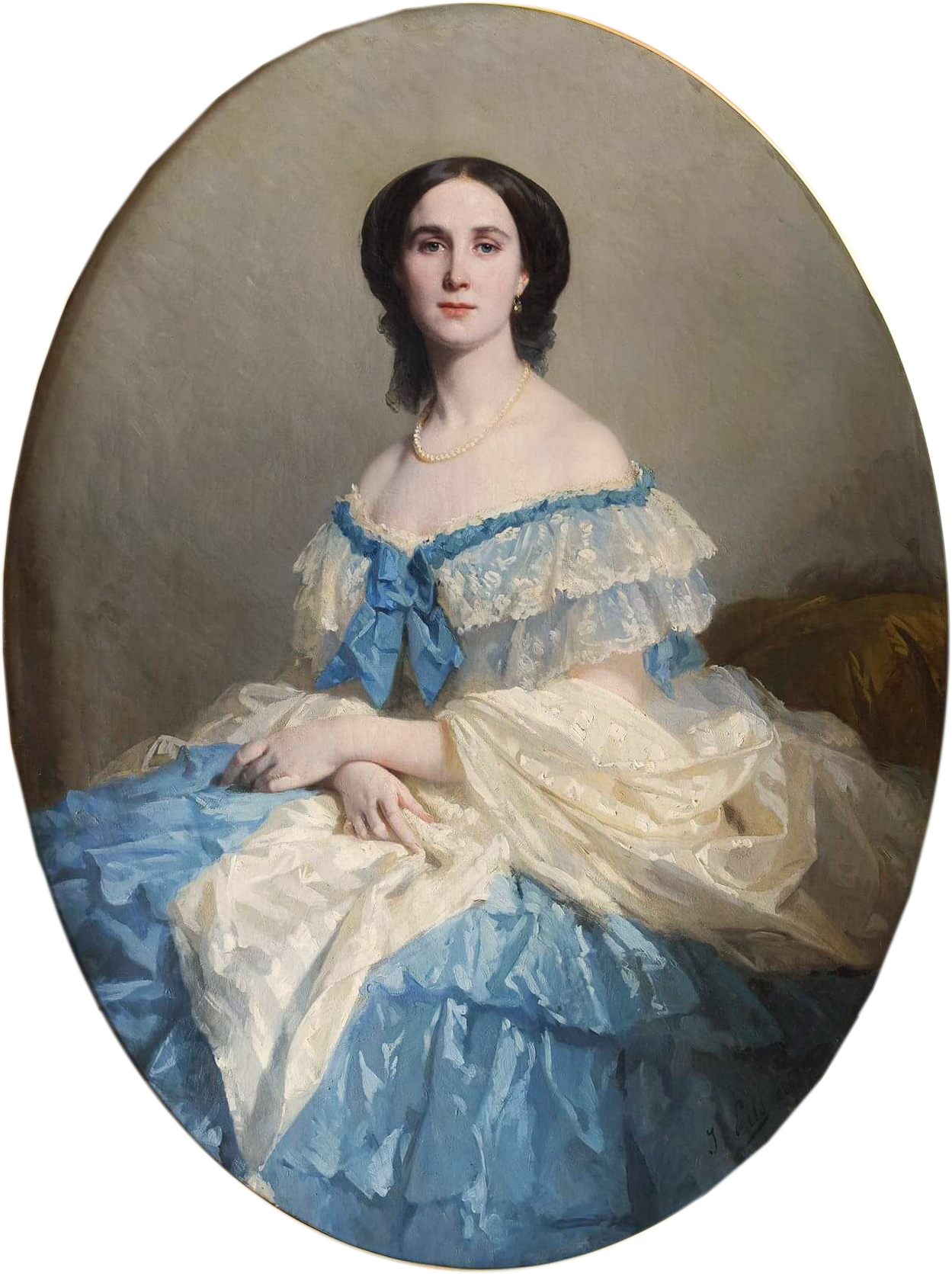
Ritratto di Carlotta del Belgio di Isidore Pils

Tra le sue altre opere, dipinse parte del soffitto dello scalone dell'Opéra Garnier in quattro quadri dal titolo "Gli Dei dell'Olimpo", "Apollo sul suo carro", "Trionfo di Armonia", e "Apoteosi dell' Opera ", che furono completat l'anno della sua morte.
Morì nel villaggio di Douarnenez in Bretagna. È sepolto nella sezione 54 del cimitero di Père-Lachaise.